# Von Cederwald
von Cederwald var ursprungligen en finsk adelsätt som erhöll adelskap år 1809 och introducerades år 1818 som nummer 175 i det finska riddarhuset. Släkten utvandrade från Finland till Sverige år 1840, men slocknade ut år 1930 i och med Carl Gustaf von Cederwalds död.
Den Cederwaldska släkten härstammar från början av 1600-talet från kaplanen Clemens Michaelis Stigæus vid Sanct Mariæ församling vid Åbo.